# Onthophagus bornemisszanus
Onthophagus bornemisszanus là một loài bọ cánh cứng trong họ Bọ hung (Scarabaeidae).